# Вихен (община)
Вихен (на нидерландски: Wijchen) е община в провинцията Гелдерланд в Нидерландия с 40 814 жители (на 31 август 2017).
Намира се между реките Маас и Ваал, близо югозападно от Неймеген.

## Личности родени във Вихен
- Рой Макай (* 9 март 1975), холандски футболист